# Шина Пикатини
Шина Пикатини (на английски: Picatinny rail) – система закрепване, използвана в различни видове стрелково оръжие. Целта е да се обезпечи унификация на закрепването на различни видове приставки, които се използват в съвременното стрелково оръжие като оптични мерници, тактически фенери, лазерни целеуказатели, двуноги и други. Създаден е чрез военния стандарт MIL-STD-1913, който е разработен и внедрен от държавния арсенал „Picatinny Arsenal“.
Напречното сечение на шината има формата на буквата „Т“. Приспособленията се установяват на шината, като могат да се движат напред и назад или да се фиксират посредством болтове, стяги или лостчета.
Размерът на прорезите е 0,206" (около 5,2 mm), междуцентровото разстояние – 0,394" (около 10 mm), дълбочината – 0,118" (около 3 mm).
От 3 февруари 1995 г. тази спецификация е приета официално за използване. Шината Пикатини се означава официално като военен стандарт MIL-STD-1913 и с това се приема като стандарт на НАТО STANAG 2324.
Използва се в руското стрелково оръжие (АК-12).